# Vitória
Vitória község (município) Brazíliában, Espírito Santo állam székhelye. Rio de Janeirótól kb. 530 km-re ÉK-re fekszik, az Atlanti-óceán partján. Becsült lakossága 352 ezer fő volt 2014-ben, a konurbációs övezeté (Cariacica, Fundão, Guarapari, Serra, Vitória, Vila Velha és Viana városok) közel 1,9 millió.
Egyetemi város, ipari és kereskedelmi központ. Kikötőváros, kikötőjéből (Tubarão) többek közt kávét, kakaót, valamint a Minas Gerais hegységből származó vasércet és fát exportálnak.

## Nevezetes szülöttei
- Paulo Mendes da Rocha (* 1928), építész
- Roberto Menescal (* 1937), zenész
- Arturo Sudbrack Jamardo (* 1954), zongorista
- Marcos Soares Tatagiba (* 1963), professzor
- Geovani Faria da Silva (* 1964), focista
- José Loiola (* 1970), strandröplabda-játékos
- Nilson Corrêia Júnior (* 1975), focista
- Alison Cerutti (* 1985), strandröplabda-játékos
- Esquiva Falcão Florentino (* 1989) boxoló
- Yago Del Piero (* 1994) labdarúgó
- Joel Birman (* ?) pszichiáter

## Népesség
A település népességének változása:
| Lakosok száma | 292 304 | 327 801 | 355 875 | 365 855 | 369 534 | 322 869 |
|               | 2000    | 2010    | 2015    | 2020    | 2021    | 2022    |

## Fordítás
- Ez a szócikk részben vagy egészben  a   Vitória című német Wikipédia-szócikk fordításán alapul.  Az eredeti cikk szerkesztőit annak laptörténete sorolja fel. Ez a jelzés csupán a megfogalmazás eredetét és a szerzői jogokat jelzi, nem szolgál a cikkben szereplő információk forrásmegjelöléseként.